# L'apprendista della tigre
L'apprendista della tigre è un film d'animazione fantasy del 2024 diretto da Raman Hui, basato sull'omonima serie di libri per bambini di Laurence Yep.

## Trama
Nel 2009 a Hong Kong, la signora Lee e il suo nipotino Tom vengono inseguiti dai demoni yaoguai. Lee li respinge con l'aiuto dei Guerrieri Zodiacali, un gruppo di mutaforma radicati nello zodiaco cinese, prima di confrontarsi con Penny Loo, una strega a capo degli yaoguai.
Quindici anni dopo, Tom, che ora vive con la nonna a San Francisco, affronta un bullo a scuola, a causa dell'aspetto di casa sua, quando scatena inavvertitamente una forza magica. Dopo la scuola, Tom rimuove alcuni amuleti dalla sua casa, che a sua insaputa proteggevano dagli spiriti maligni. Poco dopo, Hu, la tigre dei Guerrieri, gli fa visita dopo aver intuito che gli amuleti sono stati rimossi. Durante la lotta, Lee affida la Pietra della Fenice a Tom, prima di attivare tutti gli amuleti protettivi insieme, il che si traduce in un'esplosione destinata a uccidere lei e Loo, ma quest'ultima sopravvive.
Hu porta Tom in un posto sicuro dove viene a conoscenza dei Guerrieri e di come hanno giurato di proteggere il ragazzo. Più tardi quella notte, Tom fa un sogno in cui vede una fenice luminosa coperta dall'oscurità e una donna che rsi rivela come l'Imperatrice Nu Kua, la quale le dice che ora cammina in due mondi: il mondo dei mortali e il mondo della magia. Presto l'intero gruppo dei Guerrieri si riunisce al Tempio dei Dodici. Tuttavia, alcuni di loro non si presentano, il che porta a una situazione inquietante. Nel frattempo, Tom va ad affrontare Loo, che si rivela essere la madre di Räv, la nuova studente della sua scuola. I Guerrieri arrivano, scoprendo che i membri mancanti sono stati catturati da Loo e anche altri pochi rimangono intrappolati. Tom, Räv e i membri rimanenti alla fine scappano.
Tom si concentra sul suo addestramento. Per ottenere il potere completo come guardiano, deve essere in grado di vedere la Fenice all'interno della pietra, che solo la sua discendenza può vedere. Mistral, il drago, dice a Tom una notte che durante la lotta tra la Lee e Loo, Hu è morto per proteggerla. Ppo, dopo aver affrontato Loo in battaglia, Lee ha dato una parte della sua anima per salvare Hu. Più tardi, Tom vede sua nonna ma si rivela essere Loo, che gli ruba la Pietra della Fenice.
Dopo che Tom informa i Guerrieri, Hu rivela che Loo userà la pietra alla vigilia del Capodanno lunare quando tramonta il sole. Quel giorno, Tom e i Guerrieri trovano Loo e ne consegue una grande battaglia. Hu viene brevemente catturato, ma viene liberato insieme agli altri Guerrieri. Tuttavia, Loo attiva la Pietra della Fenice per risucchiare tutte le anime dai mortali. Proprio in quel momento, Tom vede finalmente la Fenice all'interno della pietra. Tom rimuove l'oscurità che la tortura, invertendo gli effetti e sconfiggendo Loo.
Tuttavia, Tom muore dopo la battaglia. Hu, con l'aiuto degli altri Guerrieri dello Zodiaco, evoca Nu Kua, che lo conduce all'Oceano delle Lacrime. Lì, Hu supplica l'Imperatrice di donare una parte della sua anima per salvare Tom, e lei accetta. Più tardi, Hu offre il suo emporio come nuova casa di Tom. Nella scena a metà dei titoli di coda, Tom, come risultato del contenimento di parte dell'anima di Hu, è ora in grado di trasformarsi in una tigre.

## Distribuzione
Originariamente, la Paramount Pictures aveva previsto per l'uscita del film l'11 febbraio 2022, ma a causa della pandemia di COVID-19, è stata posticipata al 10 febbraio 2023 e successivamente al 20 dicembre 2023.

## Accoglienza
Sul sito aggregatore di recensioni Rotten Tomatoes, il 53% delle recensioni dei 36 critici è positivo, con una valutazione media di 5,4/10. Metacritic, che utilizza una media ponderata, ha assegnato al film un punteggio di 60 su 100, sulla base di 6 critici, indicando recensioni "miste o medie".